# Progressieve inkomstenbelasting
Progressieve inkomstenbelasting is een vorm van inkomstenbelasting waarbij het gemiddelde belastingtarief procentueel hoger wordt naarmate het inkomen stijgt. Dit in tegenstelling tot vlaktaks, waarbij ieder inkomen met hetzelfde percentage belast wordt, of een degressieve belasting, waarbij het gemiddelde tarief lager wordt naarmate het inkomen stijgt. Strikt genomen is iedere belasting met één marginaal tarief ongelijk aan nul en een belastingvrije voet of een heffingskorting progressief (Benthamse progressie), maar doorgaans wordt bedoeld dat er minstens twee marginale tarieven ongelijk aan nul gehanteerd worden.

## Geschiedenis

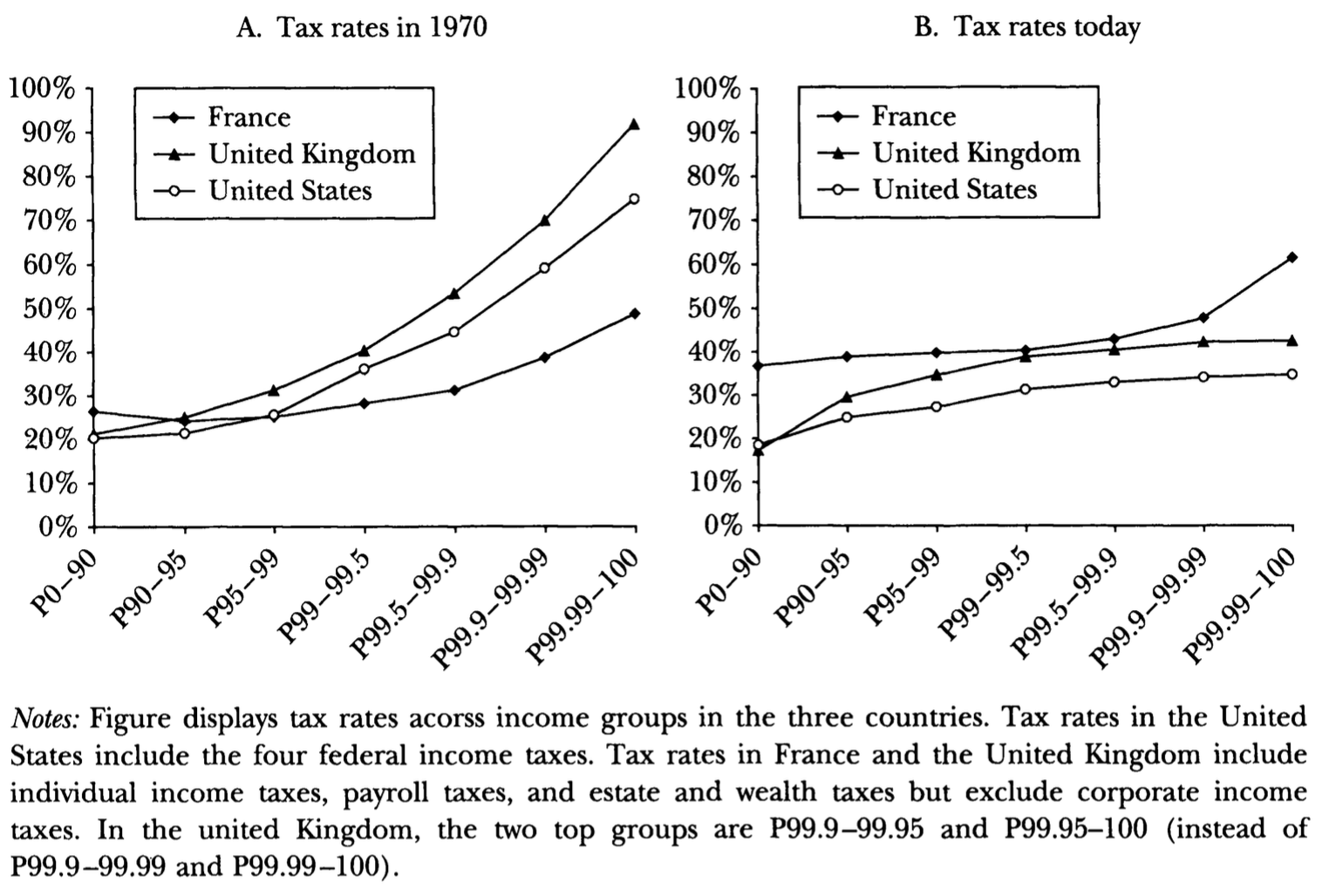
Gemiddelde belastingtarieven per inkomensgroep in Frankrijk, het Verenigd Koninkrijk en de Verenigde Staten, 1970 (links) en 2005 (rechts). De belastingen waren in 1970 progressiever dan in 2005.

In de periode 1940-1970 golden overal in de Westerse wereld zeer hoge belastingtarieven voor de topinkomens. In het Verenigd Koninkrijk bedroeg het toptarief 95%, in de VS 91% en in Nederland 72%. In Zweden ondervond de schrijfster Astrid Lindgren in 1972 zelfs een marginale belastingdruk van 102%.
Hierbij dient wel te worden opgemerkt dat hoge statutaire tarieven op zichzelf weinig betekenen, aangezien de heffingsgrondslag in deze gevallen veelal beperkt zal zijn of de wet legale mogelijkheden biedt om de hoge belastingen te ontwijken, hetgeen echter niet wegneemt dat van het restant altijd het toptarief zal moeten worden ingeleverd.
Landen hebben uiteenlopende belastingschalen die kunnen bijdragen tot het verminderen van inkomensongelijkheid.

## Argumenten voor progressieve belastingen
- Volgens het principe van het afnemend grensnut kunnen mensen met hoge inkomens gemakkelijker een deel van hun inkomen missen.
- Progressieve belasting helpt om te grote inkomensverschillen te beteugelen. Wanneer de inkomensverschillen groter worden heeft dit een negatief effect op sociale en gezondheidsproblematiek, levensverwachting en verkleint de sociale mobiliteit. Overigens zijn belastingen maar een beperkt middel om inkomensverschillen te verkleinen.[1]
- Mensen met een topinkomen hebben vaak een smallere heffingsgrondslag, bijvoorbeeld door gebruik te maken van de hypotheekrenteaftrek, waardoor hun effectieve belastingdruk lager is dan het statutaire tarief.

De inkomens- en vermogensverschillen die de progressieve belasting moet verhelpen zijn tegelijk een belangrijk obstakel tegen invoering ervan. In landen waar de inkomensongelijkheid groot is, heeft juist de rijke bovenlaag betere toegang tot media en politici.

## Argumenten tegen progressieve belastingen
- Progressieve belastingen kunnen ontweken of ontdoken worden. Een progressieve belasting op looninkomsten moet dan ook gecombineerd worden met belastingen op kapitaal (winst- en dividendbelasting) om te voorkomen dat looninkomsten als kapitaalinkomsten worden opgegeven.[2]
- Progressieve belastingen zouden extra inspanning en het streven naar de meest winstgevende belegging van vermogen ontmoedigen. IMF-onderzoek naar belastingstelsels wereldwijd in de periode 1981-2016 toont echter geen verband aan tussen progressiviteit van de belastingen en economische groei.[2]
- Werklozen kunnen last hebben van de werkloosheidsval waarbij het financieel niet interessant is om een baan te hebben. Personen met een werkloosheidsuitkering betalen geen of slechts weinig belasting; op het moment dat ze terug gaan werken worden ze mogelijks belast aan een hogere belastingschaal. Tevens kunnen ze een aantal sociale tegemoetkomingen verliezen.

## Nederland
In Nederland is sprake van een grosso modo progressief belastingstelsel voor inkomen uit werk en woning (box 1). Voor inkomen uit aanmerkelijk belang (box 2) geldt sinds 2001 een vlaktaks. Voor inkomen uit sparen en beleggen (box 3) gold tussen 2001 en 2016 een vlaktaks, maar van 2017-2020 was ook de belasting over box 3 progressief.

## België
Inkomsten uit arbeid of vermogen (roerend of onroerend) worden elk apart getaxeerd. Zie verder bij personenbelasting.